# F.C. De Kampioenen seizoen 11
Reeks 11 van F.C. De Kampioenen werd voor de eerste keer uitgezonden tussen 2 december 2000 en 24 februari 2001. De reeks telt 13 afleveringen. Aan het begin van de reeks was er 1 nieuw hoofdpersonage: Fernand Costermans, vertolkt door Jaak Van Assche. Er was ook een nieuwe begingeneriek.

## Overzicht
| Nr. serie | Nr. reeks | Titel van aflevering     | Scenarist(en)                                   | Uitzenddatum     |  |
| --- | --------- | ------------------------ | ----------------------------------------------- | ---------------- |  |
| 131 | 1         | Twaalf stielen           | Koen Vermeiren)                                 | 2 december 2000  |  |
| Fernand Costermans komt in het restaurant van BTW wonen en maakt er een antiekzaak van. Boma zit in geldnood omdat zijn rekeningen geblokkeerd zijn. De Kampioenen geven hem elk om beurt werk. Pascale datet er lustig op los, zeer tegen de zin van Bieke, die geen zin heeft steeds achter de toog te moeten gaan staan. Fernand wil het veld kopen. Hij roept de hulp in van zijn oudere zus Thérèse. |           |                          |                                                 |                  |  |
| 132 | 2         | Jonger dan je denkt      | Bart Cooreman                                   | 9 december 2000  |  |
| Pascale wordt 50 en kan dit niet aanvaarden. Ze gaat zich jonger kleden en slaat een jonge man aan de haak. Hij blijkt echter niet echt verliefd te zijn op haar. Carmen vraagt aan Fernand om haar boiler te repareren. |           |                          |                                                 |                  |  |
| 133 | 3         | Te bed of niet te bed    | René Swartenbroekx                              | 16 december 2000 |  |
| Fernand denkt dat Xavier en Pascale een relatie hebben. Carmen gooit Xavier buiten en ondertussen doet ze alsof ze met Fernand aanpapt om Xavier een lesje te leren. Xavier wil zelf proberen om het hart van Carmen te veroveren. Ondertussen blijft hij bij Pascale en Marc logeren en verandert hij van vriend des huizes naar een onuitstaanbare logé. |           |                          |                                                 |                  |  |
| 134 | 4         | Vrolijk kerstfeest       | Bart Cooreman                                   | 23 december 2000 |  |
| Madeleine en Jérôme komen met Kerstmis op bezoek bij Pascale. Fernand komt bij Pascale verkleed als Kerstman om wat "antiek" aan Jérôme te slijten en gratis te eten. Jérôme blijkt een alcoholist te zijn. De pastoor vraagt aan Boma om een paar Maria en Jezus te spelen in de kerststal. Doortje en Pol worden gekozen door Boma, maar Carmen wil ook de rol van Maria opnemen. |           |                          |                                                 |                  |  |
| 135 | 5         | Carmen goes classic      | Knarf Van Pellecom                              | 30 december 2000 |  |
| Carmen wil een goede indruk maken op een oude schoolvriendin: Micheline, lid van de tigresses, een serviceclub. Omdat Xavier van goede manieren niets afweet, schakelt ze Boma in. Fernand roept de hulp in van Marc om een vrouw te vinden. |           |                          |                                                 |                  |  |
| 136 | 6         | De kidnapping            | Anton Klee                                      | 6 januari 2001   |  |
| Fernand overtuigt Xavier om te doen alsof hij ontvoerd is om de Kampioenen te tonen dat ze niet zonder hem kunnen. Carmen en Marc gaan met behulp van Neroke op zoek naar hem. |           |                          |                                                 |                  |  |
| 137 | 7         | Succes verzekerd         | Jan Bergmans                                    | 13 januari 2001  |  |
| Xavier handelt in verzekeringen. Fernand wil hem oplichten. Doortje en Marc richten een patrouille op om de misdaad te bestrijden. |           |                          |                                                 |                  |  |
| 138 | 8         | Eerlijk duurt het langst | Koen Vermeiren                                  | 20 januari 2001  |  |
| Pol koopt met geld dat bestemd was voor de huur een ticket voor de wedstrijd Spanje-België in Barcelona. Hij doet er alles aan opdat Doortje dat niet te weten komt. Ondertussen neemt Fernand maatrgelen. Trudy, de nieuwe secretaresse van Boma, blijkt meer af te weten van mannen verleiden dan van bureauwerk. Carmen is daar niet mee opgezet. |           |                          |                                                 |                  |  |
| 139 | 9         | De Bomababe              | Wout Thielemans                                 | 27 januari 2001  |  |
| Boma wil een topless missverkiezing organiseren. De vrouwen verzetten zich tegen het idee. Uiteindelijk gaat de verkiezing door, in een aangepaste vorm. |           |                          |                                                 |                  |  |
| 140 | 10        | Grenzen verleggen        | Knarf Van Pellecom                              | 3 februari 2001  |  |
| De Kampioenen maken ruzie met Fernand over de grenzen van het veld. De zaak komt zelfs voor de rechtbank. Ondertussen probeert Bieke Dirk, een enorm zenuwachtige student landmeter, zelfvertrouwen geven. |           |                          |                                                 |                  |  |
| 141 | 11        | Lief dagboek             | Wout Thielemans, naar een idee van Jan Bergmans | 10 februari 2001 |  |
| De Kampioenen denken dat Doortje een relatie heeft met Boma omdat Pol niet in haar "dagboek" mag lezen. Als het misverstand uitgeklaard is, is Boma woedend en wil het veld verkopen. De Kampioenen verzinnen een plan om hem van gedachten veranderen. Fernand profiteert van Marc door hem in zijn brocantiek te laten werken. |           |                          |                                                 |                  |  |
| 142 | 12        | Oud zot                  | Bart Cooreman                                   | 17 februari 2001 |  |
| Marc moet op Billie letten maar raakt hem kwijt. De ouders van Carmen (Juul en Agnes) komen op bezoek. Agnes wordt verliefd op Boma. |           |                          |                                                 |                  |  |
| 143 | 13        | Soep van duifjes         | René Swartenbroekx                              | 24 februari 2001 |  |
| Bieke begint te werken bij een reclamebureau en moet een radiospot maken voor de verzekeringsmaatschappij waar Xavier verzekeringsagent is. Marc besluit Bieke te helpen met de radiospot maar de opname dreigt op een fiasco uit te lopen en Bieke vreest voor haar job. Marc weet er echter toch nog een leuke radiospot van te maken. Fernand verkoopt de nieuwe computer van Bieke aan Pol. Boma heeft last van tandpijn. Xavier heeft een schietexamen en Fernand verdenkt hem van het doodschieten van zijn duiven. |           |                          |                                                 |                  |  |

## Hoofdcast
- Marijn Devalck (Balthasar Boma)
- Loes Van den Heuvel (Carmen Waterslaeghers)
- Johny Voners (Xavier Waterslaeghers)
- Ann Tuts (Doortje Van Hoeck)
- Ben Rottiers (Pol De Tremmerie)
- An Swartenbroekx (Bieke Crucke)
- Herman Verbruggen (Marc Vertongen)
- Danni Heylen (Pascale De Backer)
- Jaak Van Assche (Fernand Costermans)

## Vaste gastacteurs
(Personages die door de reeksen heen meerdere keren opduiken)
- Michel de Warzee (Jérôme Dubois)
- Leah Thys (Madeleine De Backer)
- Stef Van Litsenborgh (agent)
- Marc Schillemans (Jos Dobbelaere)

## Scenario
- Koen Vermeiren
- Bart Cooreman
- René Swartenbroekx
- Knarf Van Pellecom
- Anton Klee
- Jan Bergmans
- Wout Thielemans

### Script-editing
- Wout Thielemans

## Regie
- Etienne Vervoort

## Productie
- Marc Scheers